# Пермиси
Перми́си (эрз. Пермезь) — село в Большеберезниковском районе Республики Мордовия. Административный центр Пермисского сельского поселения.

## География
Расположено на реке Нерлейке в 13 км от районного центра и 25 км от железнодорожной станции Качелай, недалеко от реки Суры и озера Инерка. 

## Название
Название села — антропоним, от дохристианского эрзянского имени Пермесь.

## История
Упоминается в «Книге письма и меры» Д. Пушечникова и А. Костяева (1624).
В «Списке населённых мест Симбирской губернии» (1863) Пермиси — деревня удельная из 216 дворов (2 032 чел.) Карсунского уезда. 
В 1863 году прихожанами построен деревянный храм. Престолов в нём три: главный (холодный) — в честь Покрова Пресвятые Богородицы и в приделах (теплый): в правом — во имя Живоначальной Троицы и в левом — в честь Богоявления Господня. На 1900 год прихожан в с. Пермисях (народ  мордва и  русские) в 472 дворах жило: 1436 м. и 1462 ж.; сверх того раскольников безпоповцев в 2 дворах — 5 м. и 2 ж. Земская школа существует с 1864 года. 
В 1935 году были созданы колхозы им. Парижской Коммуны и им. 16-го партсъезда, впоследствии укрупнённое хозяйство «50 лет Октября», с 2000 года — К(Ф)Х «Исток».

## Инфраструктура
Средняя школа, библиотека, Дом культуры, медпункт, отделение связи, магазин.

## Население
На 2001 год население составляло 566 человек.
| 2002 | 2010 |
| ---- | ---- |
| 518  | ↘393 |

## Достопримечательности
- Памятник воинам, погибшим в годы Великой Отечественной войны.
- Церковь Покрова Пресвятой Богородицы[6].

## Известные жители

### Уроженцы села
- М. С. Ошкин — Георгиевского кавалер.
- И. С. Лемайкин — Герой Советского Союза.
- В. Исляйкин — солист Московского театра оперетты.
- А. Я. Дурнайкин — кандидат экономических наук.
- Н. Ф. Майорова — журналист.

## Источник
- Энциклопедия Мордовия, Е. Е. Учайкина.
- Воронин И. Д. Литературные деятели и литературные места в Мордовии. — Саранск, 1976.
- М. Репьев «Симбирский край». — Париж, 1935. — С. 441.
- Н. Баженов «Статистическое описание соборов, монастырей, приходских и домашних церквей Симбирской епархии по данным 1900 г.», Приложение к Симбирским Епархиальным Ведомостям за 1903 год, Симбирск.